# AK-630
AK-630 là một hệ thống vũ khí đánh gần hoàn toàn tự động của hải quân Liên Xô và Nga, được phát triển dựa trên pháo nòng xoay gồm sáu nòng 30 mm từ những năm 1960. Trong tên gọi "AK-630", "AK" thường là ký hiệu của Liên Xô cũ (nay là Nga) dành cho các loại pháo hải quân (đừng nhầm lẫn với dòng súng trường tấn công nổi tiếng AK-47 của nhà thiết kế người Nga Mikhail Timofeyevich Kalashnikov), "6" có nghĩa là 6 nòng và "30" có nghĩa là cỡ nòng 30 mm. AK-630 là một loại pháo tự động, được điều khiển bởi radar kiểm soát hỏa lực MR-123 và hệ thống vô tuyến quang học. Nó gần giống với các loại vũ khí thuộc dạng CIWS khác như Phalanx CIWS của Hoa Kỳ, Goalkeeper CIWS của Hà Lan và DARDO của Ý. Mục đích chính của hệ thống là phòng thủ chống lại tên lửa chống hạm và các loại vũ khí có điều khiển khác. Tuy nhiên, nó cũng có thể được sử dụng để chống lại máy bay cánh cố định, máy bay cánh quay, tàu thủy hoặc các phương tiện có lượng choán nước nhỏ khác, các mục tiêu ven biển và thủy lôi. Sau khi chính thức đi vào hoạt động, AK-630 nhanh chóng được sử dụng rộng rãi với tối đa 8 hệ thống được lắp đặt trên mỗi tàu chiến mới của Liên Xô (từ tàu săn mìn cho đến tàu sân bay). Tính đến nay tổng cộng đã có hơn 1.000 hệ thống được sản xuất.

## Lịch sử

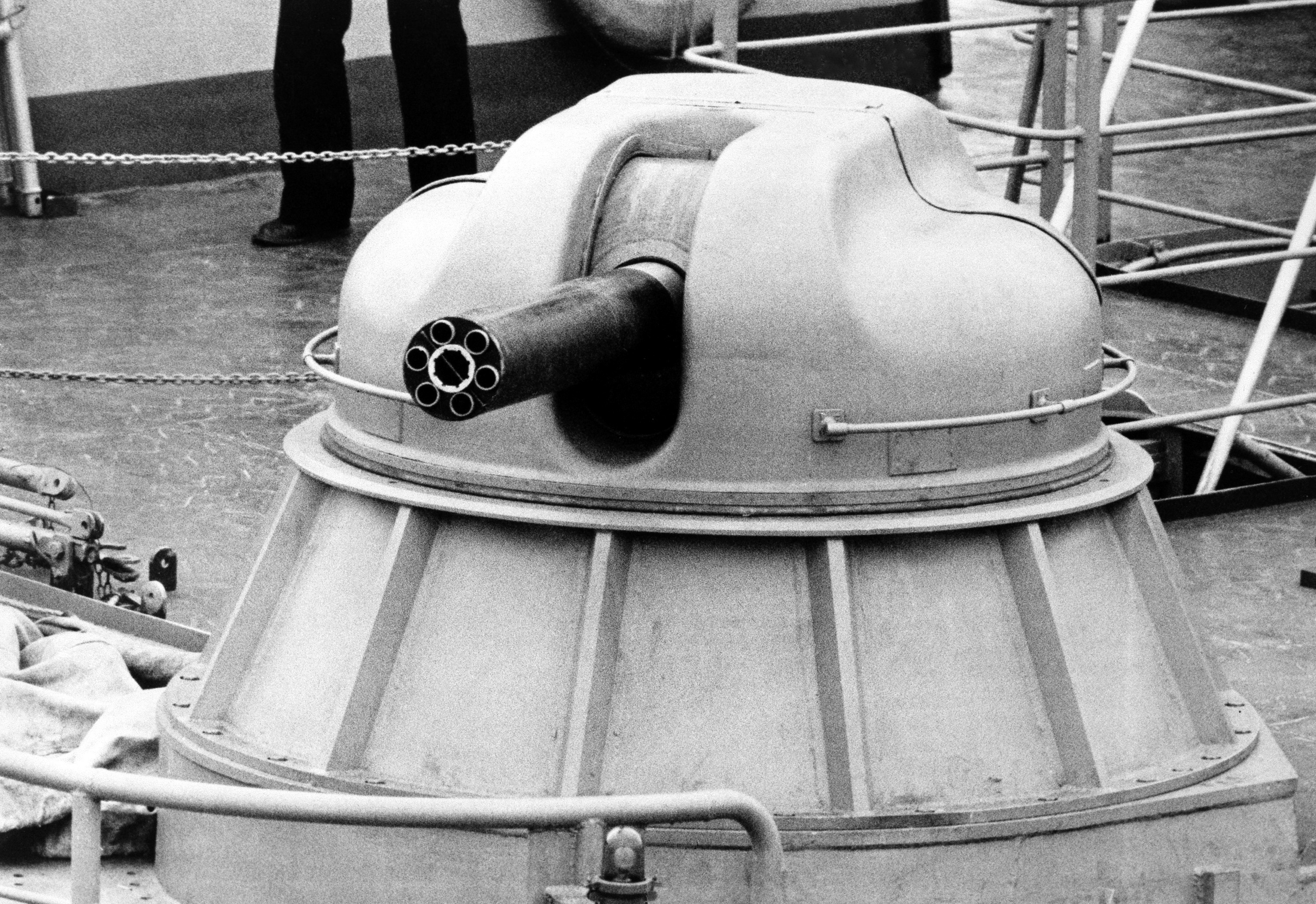
AK-630 với pháo nòng xoay 6 nòng 30 mm được sử dụng trên các tàu chiến của Hải quân Liên Xô năm 1985

Đầu năm 1976, AK-630 đã được đem vào sử dụng. Bộ phận chính của nó là tháp pháo, được trang bị một khẩu súng 6 nòng AO-18 30mm. Do có tốc độ bắn cực nhanh (lên đến 5000 phát/phút) nó có thể tiêu diệt tất cả các loại mục tiêu. Tuy nhiên, các mục tiêu không đơn giản chỉ là tàu thuyền, máy bay hay trực thăng mà chúng rất phức tạp, chẳng hạn như tên lửa chống tàu, có quỹ đạo thay đổi liên tục và do đó AK-630 cần phải được nâng cấp, cách mà các nhà thiết kế tại Phòng thiết kế chế tạo khí cụ thành phố Tula sử dụng là tăng số pháo.
Vào cuối năm 1983, Hải quân Liên Xô đã quyết định nâng cấp AK-630 với các yêu cầu kỹ chiến thuật mới và tên gọi của biến thể nâng cấp này được chỉ định là AK-630M1-2 "Roy". Cùng với việc này, người ta cũng đã tiến hành hàng loạt các công trình liên quan đến việc cải thiện độ tin cậy của pháo.
Việc phát triển biến thể mới này chỉ mất một vài tháng. Tháng 3 năm 1984, Nhà máy số 535 (thuộc Phòng thiết kế chế tạo khí cụ thành phố Tula) đã bắt đầu thử nghiệm sản xuất. Công việc này kéo dài cho đến cuối tháng 11. Việc lắp đặt AK-630M1-2 trên tàu mất nhiều thời gian hơn khi mà mãi đến năm 1987, người ta mới thực sự lắp đặt xong.
Tàu tên lửa P-44 lớp 2066 của Hạm đội Biển Đen đã được lựa chọn để lắp đặt hệ thống pháo đôi nhiều nòng AK-630M1-2 "Roy". Trên P-44, AK-630M1-2 đã được thử nghiệm đầu tiên vào mùa hè năm 1989. AK-630M1-2 đã bắn trúng mục tiêu là một tên lửa mô phỏng ở độ cao 10m chỉ với 200 phát đạn, một hiệu suất đáng nể. Từ đó, AK-630M1-2 chính thức được sử dụng.
Tại triển lãm hàng hải quốc tế IMDS-2007 "Tulamashzavod", một phiên bản mới của AK-630M1-2 đã được ra mắt trước công chúng với tên gọi AK-630M2 "Duet". Nó có rất nhiều khác biệt về hình dáng so với "Roy".
Sau này, AK-630 còn được tích hợp trên hệ thống Palma-SU hay còn gọi là Kashtan CIWS. Hệ thống này tích hợp 2 pháo AO-18 (thành phần chính của pháo AK-630) nâng tốc độ bắn thành 10.000 viên/phút, 8 ống phóng tên lửa 9M114 mà NATO ký hiệu là SA-N-11 cùng ra đa dò tìm 3-D và hệ thống điều khiển kết hợp đa tần. Nó có thể tiêu diệt mục tiêu chỉ có chục vài mét cho đến 6.000 m

## Miêu tả

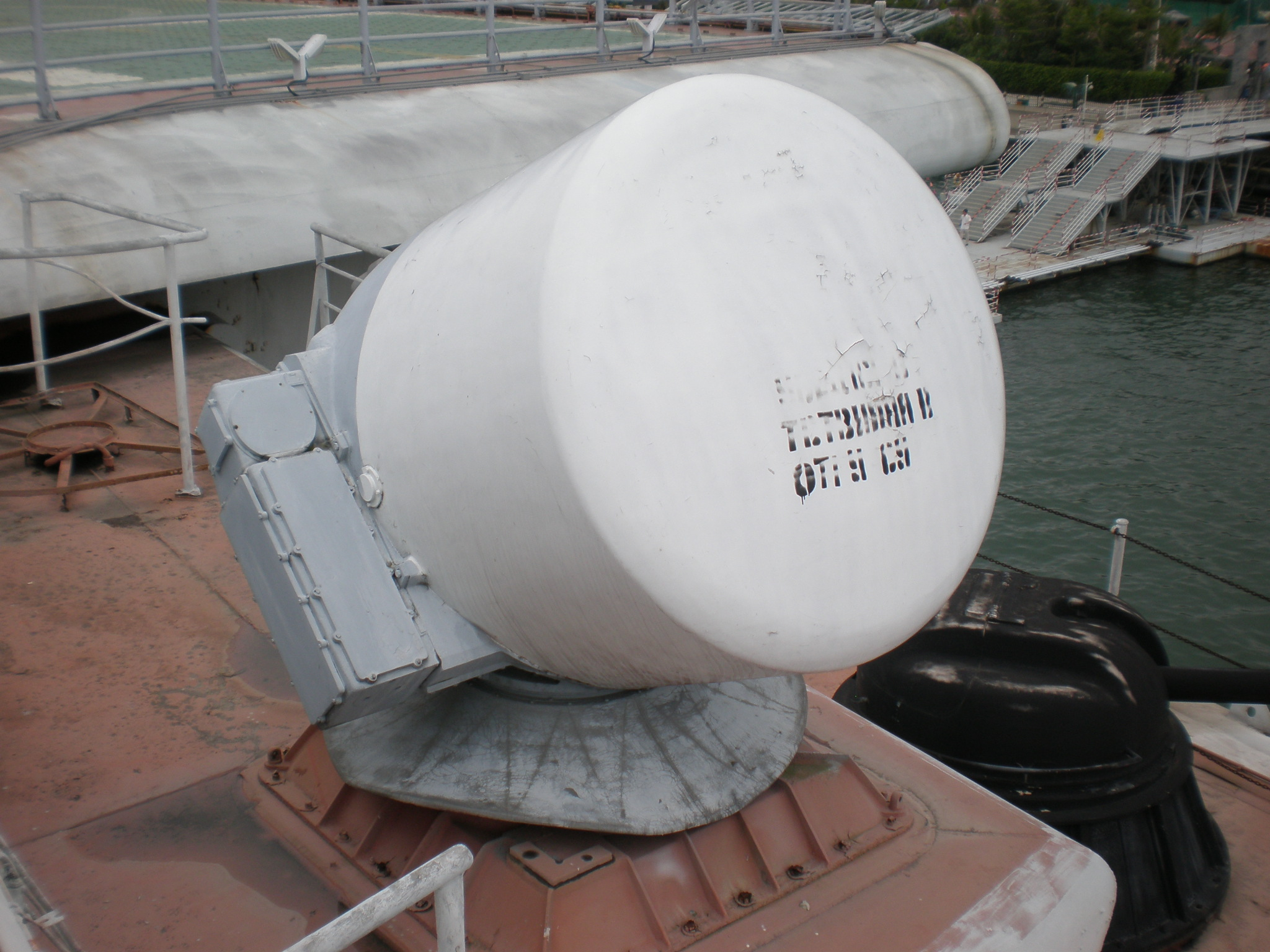
Radar kiểm soát hỏa lực MR-123

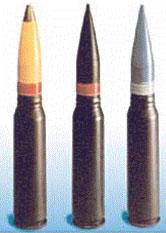
Đạn 30×165 mm của AK-630

Thành phần chính của AK-630 bao gồm 1 hoặc 2 pháo AO-18 30 mm được đặt trên 1 tháp pháo. Hệ thống điều khiển hỏa lực của AK-630 là A-213-Vympel (định danh của NATO: Bass Tilt) gồm radar kiểm soát hỏa lực MR-123-02 hay MP-123 và hệ thống truy lùng mục tiêu bằng quang học SP-521. Radar đơn MP-123/MR-123 có thể điều khiển đồng thời 2 pháo cùng 1 lúc, có thể là 2 pháo 30 mm, 2 pháo 57 mm hay 1 pháo 30 mm và 1 pháo 57 mm. Radar có thể xác định mục tiêu ở khoảng cách 4–5 km. Hệ thống quang học có thể phát hiện mục tiêu trên không cách mặt đất 7.000 m có kích cỡ bằng 1 chiếc MiG-21 trở lên trong khi có thể phát hiện 1 mục tiêu có kích cỡ như tàu phóng lôi cách xa tới 70 km. Các hệ thống điện tử này còn bao gồm các khả năng giám sát các chế độ theo dõi, miễn dịch trong tình trạng gây nhiễu cao, phạm vi phát hiện mục tiêu bằng công cụ laser hay thiết bị vô tuyến quang học. AK-630 đang hoạt động trên hầu hết các tàu của Hải quân Nga, từ tàu tấn công nhanh đến tàu tuần dương Kirov. Nó cũng đang được sử dụng rộng rãi trên các chiến hạm của Việt Nam.
Sự hoạt động của pháo là hoàn toàn tự động, có thể được điều khiển từ xa bởi người vận hành thông qua hệ thống kiểm soát hỏa lực trên tháp chỉ huy của tàu chiến hoặc điều khiển bằng tay bởi tầm nhắm có sẵn trên súng. Nó có tốc độ bắn cao hơn cả hai hệ thống CIWS khác là Goalkeeper và Phalanx (phiên bản Block 0 và Block 1). AK-630 thường được gắn theo cặp, mỗi tàu được trang bị 2 – 4 cặp nhằm tạo ra lớp phòng thủ cuối cùng hiệu quả. Tuy nhiên, giống như tất cả các hệ thống CIWS dựa trên pháo nòng xoay khác, chúng chỉ có thể giao tranh trong thời gian ngắn và cần bắn nhiều loạt đạn để tiêu diệt mối đe dọa một cách hiệu quả.

## Các biến thể
Pháo AK-630 CIWS có thể được lắp đặt một mình hoặc được tích hợp trong các hệ thống khác như Kashtan CIWS.

### AK-630
Phiên bản đầu tiên, được thiết kế năm 1963 và chính thức được sử dụng năm 1976. Được thử nghiệm năm 1964 và sau này được tích hợp thêm hệ thống kiểm soát radar.

### AK-630M
Phiên bản hiện đại hóa của AK-630, đây là phiên bản được sử dụng rộng rãi hiện nay. Được nghiên cứu từ năm 1979 và sử dụng sau vài năm. AK-630M được lắp đặt trên nhiều loại tàu chiến ví dụ như lớp tàu hộ vệ Gepard hay tàu tên lửa lớp Molniya...

### AK-306
Một phiên bản khác của AK-630M đã được phát triển cho việc tấn công các mục tiêu nhỏ nhẹ và hệ thống này đã được đặt tên AK-306. Bên ngoài, nó làm mát bằng không khí. AK-306 có thể được phân biệt với AK-630 bởi AK-630 được làm mát bằng nước (một chiếc khung hình trụ bao quanh cụm nòng AK-630). Bên trong, AK-306 (A-219) sử dụng điện tự động, thay vì sử dụng ống xả. Phiên bản đầu cũng thiếu radar kiểm soát, chỉ có quang học dẫn đường, sau này nó điều khiển bởi hệ thống kiểm soát hỏa lực A-213-Vympel-A A-219. AK-306 thường được lắp đặt trên tàu tuần tra cao tốc Mirage.

### AK-630M1-2
Là phiên bản nâng cấp cao hơn của AK-630M với việc lắp đặt 2 pháo 6 nòng vào 1 tháp pháo giúp tăng gấp đôi tốc độ bắn (10.000 viên/phút), được nghiên cứu vào năm 1983 với biệt danh "Roy". Tháng 3 năm 1984, phiên bản thử nghiệm đầu tiên được sản xuất. Việc lắp đặt nó trên tàu chiến có vẻ khó khăn và đến năm 1987 mới hoàn thành. Tàu tên lửa P-44 lớp 2066 của Hạm đội Biển Đen đã được lựa chọn để lắp đặt hệ thống pháo đôi nhiều nòng AK-630M1-2 "Roy". Trên P-44, AK-630M1-2 đã được thử nghiệm đầu tiên vào mùa hè năm 1989. Từ đó, AK-630M1-2 chính thức được sử dụng. Cũng từ đây mà người ta dựa trên AK-630M1-2 để phát triển ra tổ hợp Kashtan CIWS có khả năng phòng vệ còn tốt hơn khi được tích hợp tên lửa.

### AK-630M-2
Tại triển lãm hàng hải quốc tế IMDS-2007 "Tulamashzavod", một phiên bản mới của AK-630M1-2 đã được ra mắt trước công chúng với tên gọi AK-630M-2 "Duet". Nó có rất nhiều khác biệt về hình dáng so với "Roy". Đặc biệt là tháp pháo, có cấu tạo đầy góc cạnh thay vì tháp tròn của "Roy". Tháp pháo mới này cho phép nó biến mất trước sóng radar đối phương, hạn chế đến mức thấp nhất khả năng bị tấn công.
Vào năm 2012, đã có thông báo về việc tàu đổ bộ lớp Ivan Gren – một lớp tàu mới của Hải quân Nga sẽ trang bị hệ thống AK-630M-2 đã được sửa đổi. Nó cũng được sử dụng bởi tàu corvette tên lửa lớp Buyan-M.

## So sánh giữa AK-630 với các hệ thống CIWS hiện tại
|                  | AK-630                                     | AK-630M1-2                                      | Phalanx CIWS                                     | Goalkeeper CIWS                                    | DARDO                                     |
| ---------------- | ------------------------------------------ | ----------------------------------------------- | ------------------------------------------------ | -------------------------------------------------- | ----------------------------------------- |
| Khối lượng       | 9.114 kg (20.093 lb)                       | 11.819 kg (26.056 lb)                           | 6.200 kg (13.700 lb), bao gồm cả radar tích hợp  | 9.902 kg (21.830 lb)                               | 5.500 kg (12.100 lb)                      |
| Vũ khí chính     | Pháo nòng xoay 6 nòng 30 mm (1,2 in) AO-18 | Pháo nòng xoay 6 nòng 30 mm (1,2 in) AO-18 (×2) | Pháo nòng xoay 6 nòng 20 mm (0,79 in) M61 Vulcan | Pháo nòng xoay 7 nòng 30 mm (1,2 in) GAU-8 Avenger | Pháo tự động 2 nòng 40 mm (1,6 in) Bofors |
| Tốc độ bắn       | 5.000 viên/phút                            | 10.000 viên/phút                                | 4.500 viên/phút                                  | 4.200 viên/phút                                    | 600 – 900 viên/phút                       |
| Tầm bắn hiệu quả | 4.000 m (13.000 ft)                        | 4.000 m (13.000 ft)                             | 3.600 m (11.800 ft)                              | 2.000 m (6.600 ft)                                 | 4.000 m (13.000 ft)                       |
| Cơ số đạn        | 2.000 viên                                 | 4.000 viên                                      | 1.550 viên                                       | 1.190 viên                                         | 736 viên                                  |
| Sơ tốc đầu nòng  | 900 m/s (3.000 ft/s)                       | 900 m/s (3.000 ft/s)                            | 1.100 m/s (3.600 ft/s)                           | 1.109 m/s (3.640 ft/s)                             | 1.000 m/s (3.300 ft/s)                    |
| Cao độ           | −12° đến +88°                              | −25° đến +90°                                   | −25° đến +85°                                    | −25° đến +85°                                      | −13° đến +85°                             |
| Quay ngang       | ±180° hay 360°                             | ±180° hay 360°                                  | ±150° hay 300°                                   | ±180° hay 360°                                     | ±180° hay 360°                            |

Một điều cần lưu ý là độ chính xác của hệ thống Goalkepper (Hà Lan) vượt gấp 3,5 lần hệ thống pháo phòng không AK-630M của Nga. Trong khi hệ thống radar của Goalkeeper chỉ cách khẩu pháo vẻn vẹn 10 cm thì tổ hợp pháo AK-630M và hệ thống radar Vympel nằm cách nhau 10 – 15 m khiến cho độ chính xác của hệ thống điều khiển tổ hợp bị ảnh hưởng. Độ chính xác của AK-630M theo đánh giá cứ 1.000 viên đạn bắn ra thì chỉ có không quá 4 viên bắn trúng tên lửa chống hạm với diện tích bề mặt cắt ngang chỉ vỏn vẹn 0,1 m2.

## Các nhà khai thác trước đây

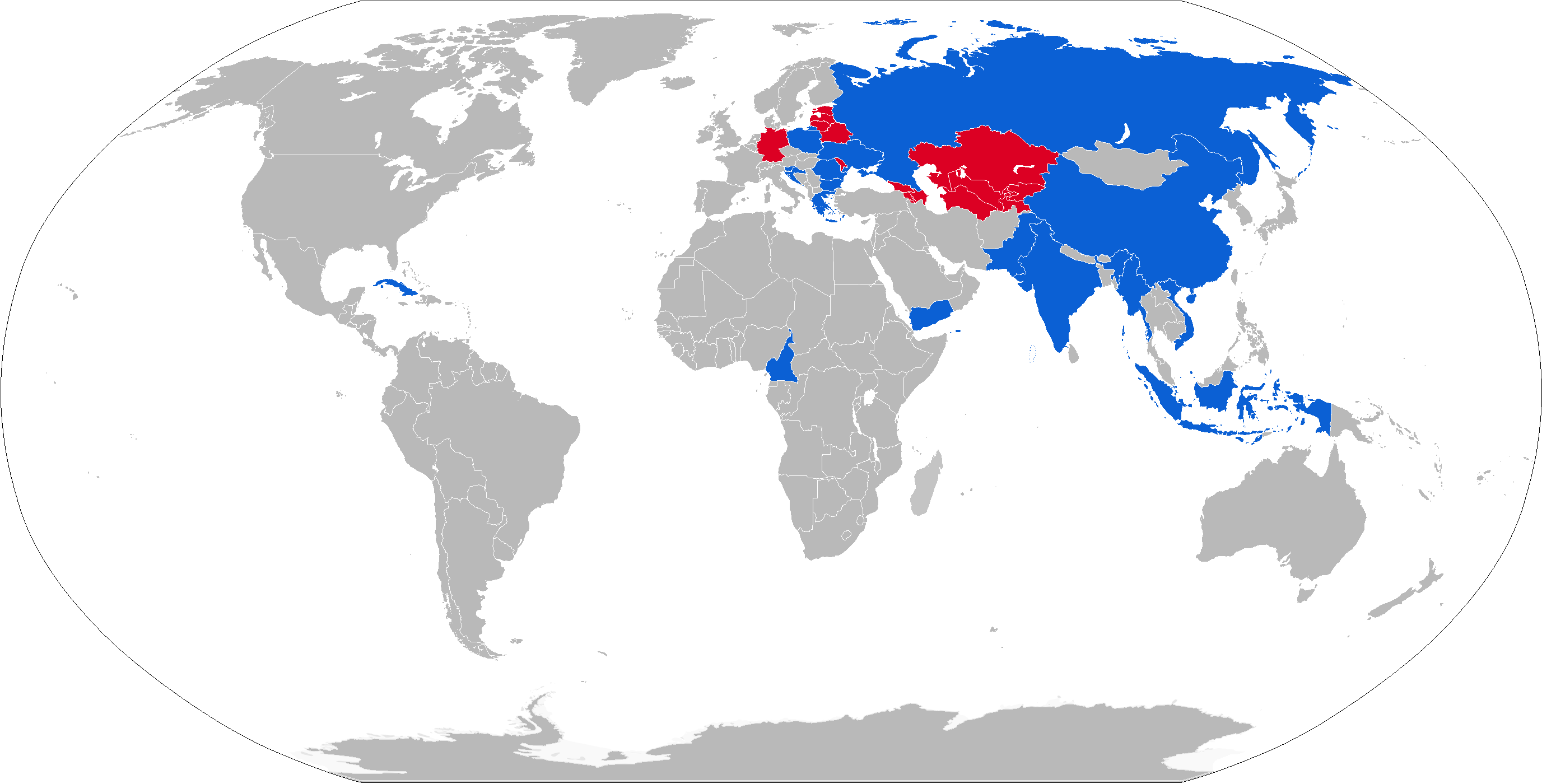
Bản đồ thể hiện các nhà khai thác AK-630 với màu xanh lam là các nhà khai thác hiện tại và màu đỏ là các nhà khai thác trước đây

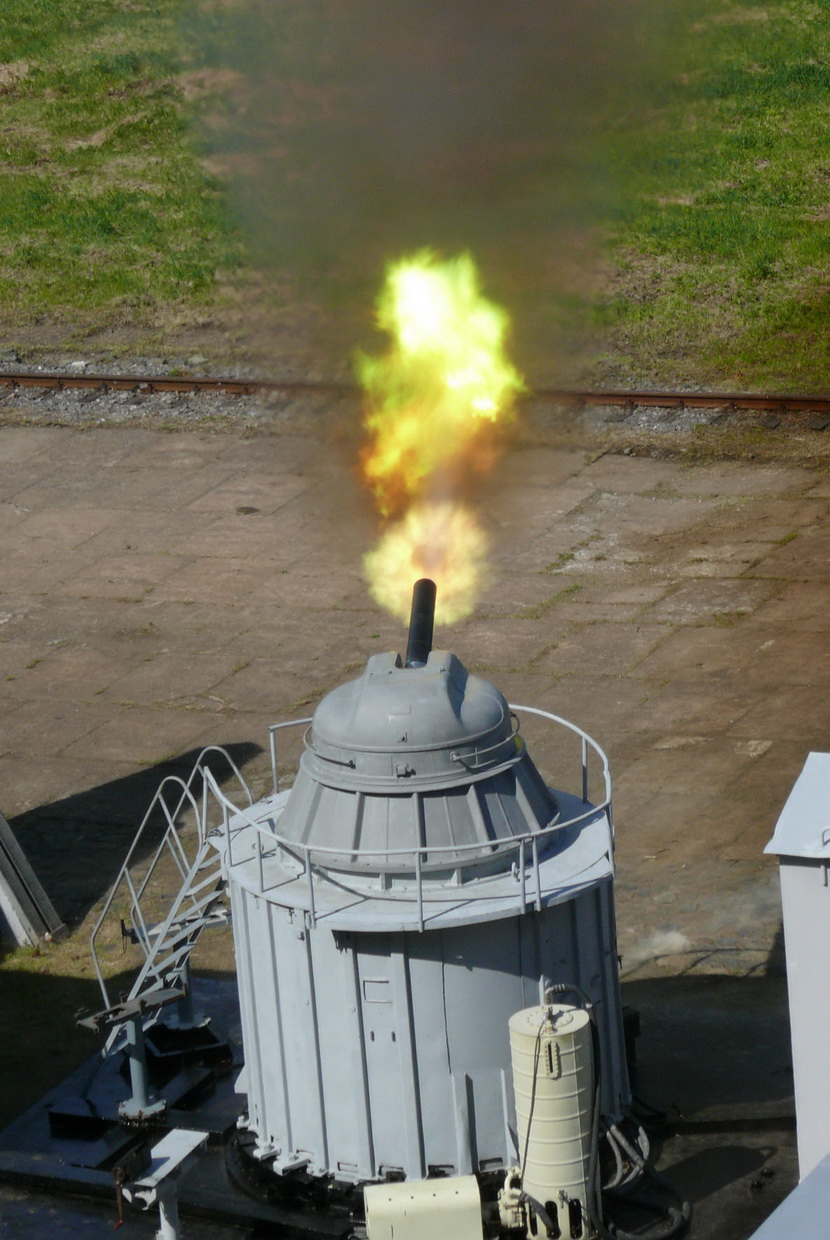
AK-630 đang được thử nghiệm bắn đạn thật vào tháng 6 năm 2009

### Các nhà khai thác hiện tại
- Algérie: trang bị cho tàu hộ tống lớp Steregushchy
- Bulgaria
- Cameroon
- Trung Quốc[15]
- Croatia
- Cuba
- Ai Cập
- Ấn Độ[1][15]
- Indonesia
- Hy Lạp
- Kenya
- Myanmar
- CHDCND Triều Tiên
- Pakistan
- Ba Lan[1]
- Rumani
- Nga[1][15]
- Slovenia[15]
- Ukraina[15]
- Việt Nam[19]
- Yemen

### Các nhà khai thác trước đây
- Đông Đức[1]
- Đức
- Liên Xô[1][15]

## Các hệ thống CIWS tương tự
- Phalanx CIWS, CIWS của Hoa Kỳ
- SeaRAM, CIWS của Hoa Kỳ dựa trên hệ thống tên lửa phòng không RIM-116 và hệ thống cảm biến của Phalanx
- Kashtan CIWS, CIWS của Nga
- Goalkeeper CIWS, CIWS của Hà Lan dựa trên pháo tự động GAU-8 Avenger
- Aselsan GOKDENIZ, CIWS của Thổ Nhĩ Kỳ
- Meroka CIWS, CIWS của Tây Ban Nha
- Barak 1
- Type 730 CIWS, CIWS của Trung Quốc